# شهرستان زمخ ومنوخ
ناحیهٔ زمخ ومنوخ (به عربی: مدیریة زمخ ومنوخ) یک ناحیه در یمن است که در استان حضرموت واقع شده‌است.
ناحیهٔ زمخ ومنوخ  ۱٬۵۰۵ نفر جمعیت دارد.